# Nikolai Jukovski
Nikolai Egorovitch Jukovski (russo:  Николай Егорович Жуковский; Orekhovo, 17 de janeiro de 1847 - 17 de março de 1921) foi um cientista russo, considerado fundador da aero- e hidrodinâmicas modernas. Numa época em que cientistas contemporâneos zombavam da ideia do voo humano, Jukovski foi o primeiro a estudar o fluxo aéreo. Seus estudos resultaram na transformação de Jukovski e no teorema de Kutta-Jukovski.
Nikolai nasceu na vila de Orekhovo, no oblast de Vladimir, a cerca de 200 quilômetros a leste de Moscou. Formou-se pela Universidade Estatal de Moscou em 1868. A partir de 1872, foi professor na Universidade Técnica Estatal Bauman de Moscou. Ele fundou o primeiro Instituto de Aerodinâmica nos arredores de Moscou em 1904. Em 1918, foi fundador e chefe do Instituto Central de Aero-Hidrodinâmica.
Com sua hipótese de circulação do ar, ele foi o primeiro cientista a explicar matematicamente a origem da força de sustentação aerodinâmica. Foi também o primeiro a dimensionar a força de sustentação gerada por um corpo que se move num fluido ideal como sendo proporcional à velocidade e à circulação em torno do corpo. Ele construiu o primeiro túnel de vento da Rússia. 
A cidade de Jukovski, perto de Moscou e uma cratera na Lua foram nomeadas em sua homenagem.

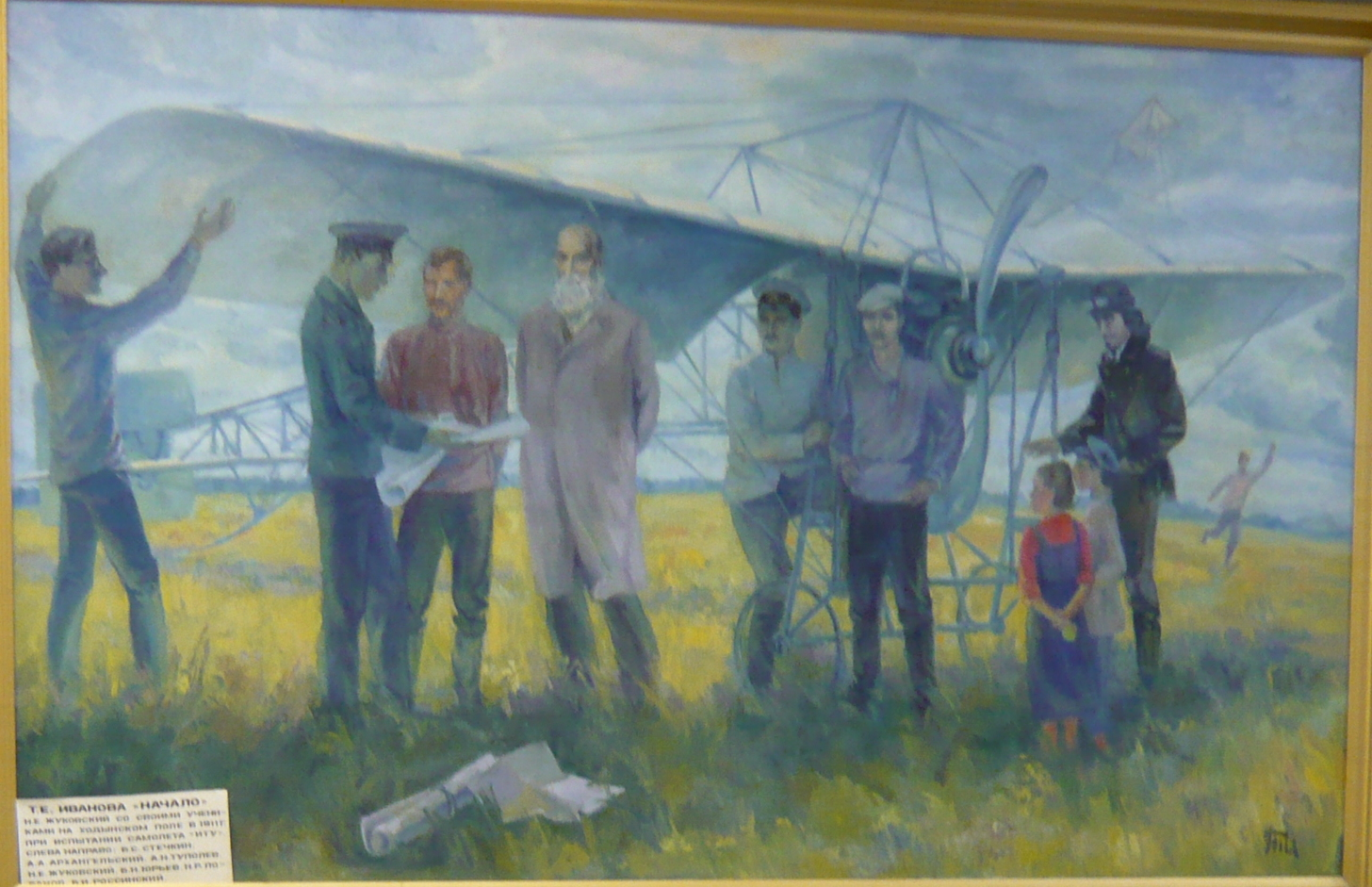
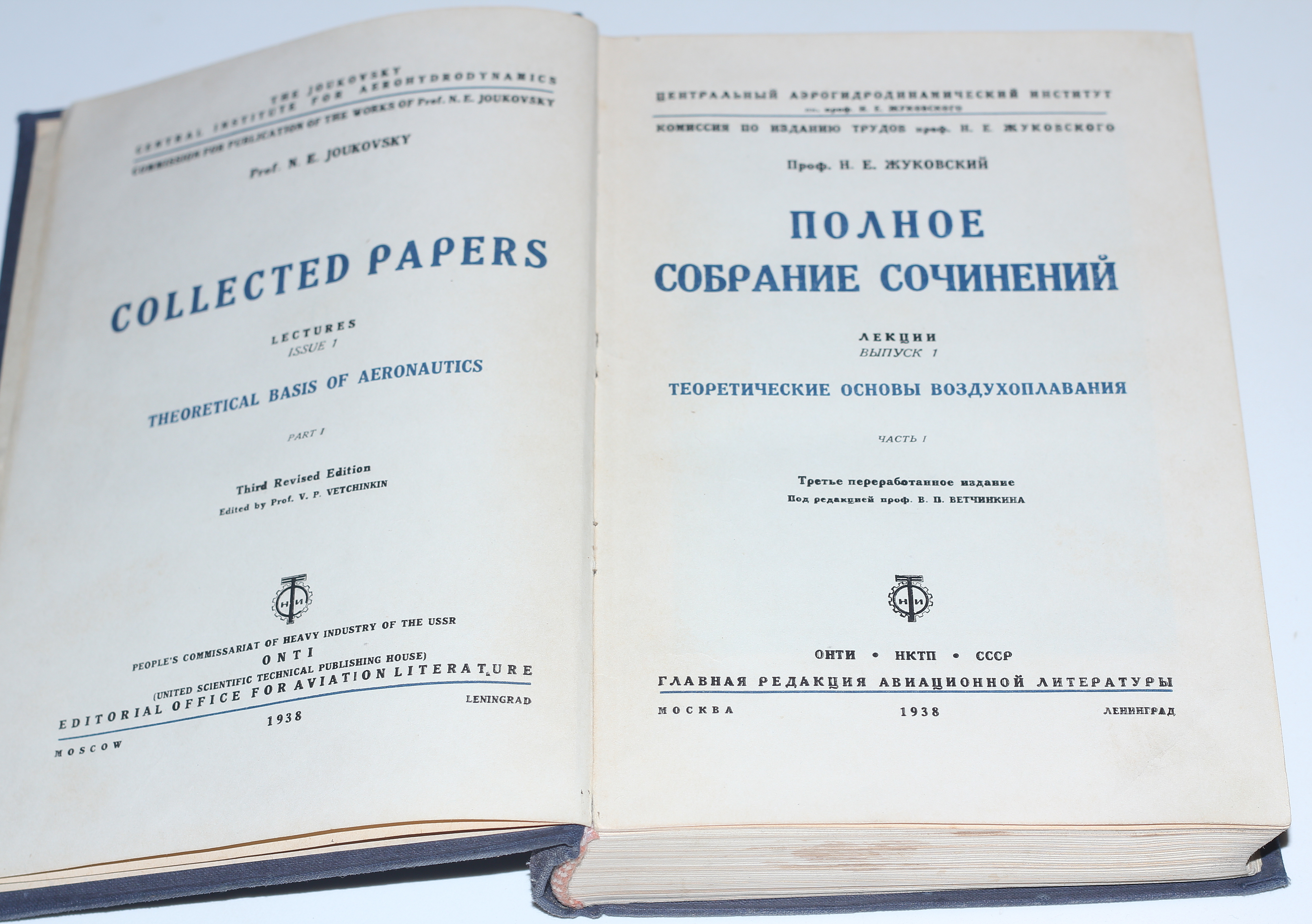
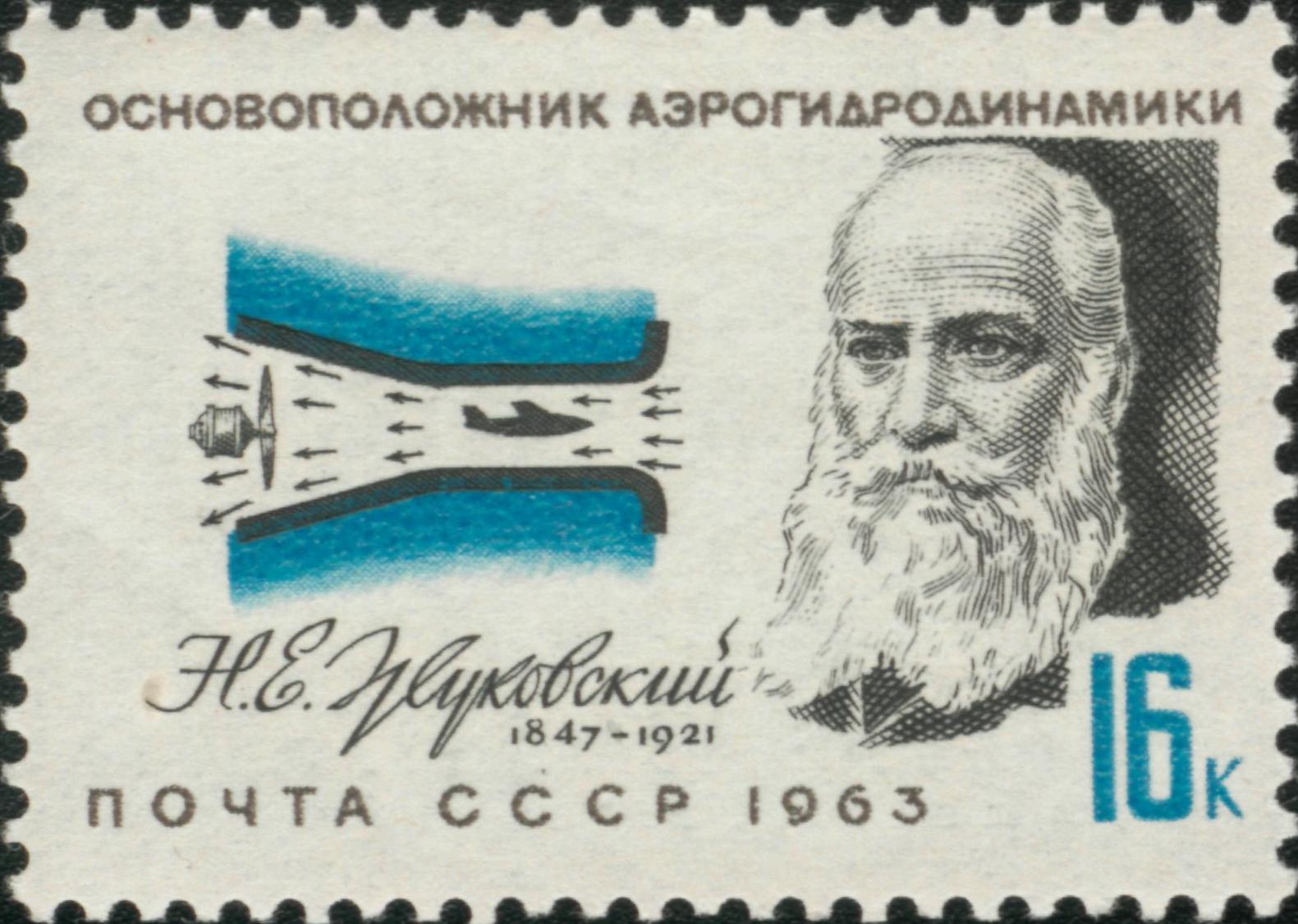